# Лили Иванова '86
„Лили Иванова '86“ е студиен албум на Лили Иванова, издаден през 1986 година от звукозаписната компания „Балкантон“ на грамофонна плоча с каталожен номер ВТА 11719. Към него е издаден и сингъл: „Закъснение“/ „Обичай ме“ с каталожен номер ВТК 3862. Албумът е записан в студио „Балкантон“ и се състои от общо 10 песни. Този албум остава сравнително некомерсиален без нито един хит.

## Екип

### Технически
- Тонрежисьори: Васил Стефанов, Деян Тимнев, Ивайло Янев, Кристиан Константинов
- Тонинженери: Момчил Момчилов, Николай Христов, Бойко Стоянов
- Тоноператори: Александър Савелиев, Борис Чакъров
- Студиен монтаж: Любка Парушева

### Други
- Художествено оформление: Венцислав Трифонов
- Снимки: Бойко Богданов